# Schéma détaillé du Grand canal d'Alsace et du Rhin
Cette page est une annexe aux articles Rhin et Grand canal d'Alsace.

## Profile
Le graphique qui aurait dû être présenté ici ne peut pas être affiché car il utilise l'ancienne extension Graph, désactivée pour des questions de sécurité. Des indications pour créer un nouveau graphique avec la nouvelle extension Chart sont disponibles ici.

a. Altitudes aux écluses dans le référentiel NGF Lallemand (voir l'article « Nivellement général de la France »).

## Tracé de Bâle à Lauterbourg
Le tracé est décompté du Nord au Sud par points kilométriques décroissants (de 352 à 168), sens montant (vers l'amont).
| GRZq | GRZq | GRZq | uSTR+GRZq | GRZq |

| RP2 |  | uexSTR+l | ueABZgr | LRP2 |

| RP2eRP2 | RP2q | RP2oWq | uvLock31 | RP2O |

| RP2 |  | uexSTRl | ueABZg+r | RP2 |

| RP2 |  | uexSTR+l | ueABZgr | LRP2 |

| RP2eRP2 | RP2q | RP2oWq | uvLock31 | RP2O |

| RP2 |  | uexSTRl | ueABZg+r | RP2 |

| RP1uhRP1 | RAq | RAq | uSKRZ-Au | RP2O |

| uDOCKl | uLockl | uABZ+lr | uxABZgr | RP2 |

| RP2 | uexSTR+l | ueABZgr | WFALLg | RP2+l |

| RP2eRP2 | RP2oWq | uvLock31 | RP2oWq | RP2wensRP2 |

| RP2 | uexSTRl | ueABZg+r | WASSER | RP2 |

| RP2 | leer | uSTRl | uxABZg+r | RP2 |

| RP2 | leer | uSTR+l | uxABZgr | RP2 |

| RP2 | uexSTR+l | ueABZgr | WASSER | LRP2 |

| RP2eRP2 | RP2oWq | uvLock31 | RP2oWq | RP2+r |

| uCONTg | uMILL | ueABZg+r | WASSER | RP2 |

| uSTR | leer | uSTR | uWeirLock | RP2 |

| uSTR | leer | uSTRl | uxABZg+r | RP2 |

| uSTR | leer | uSTR+l | uxABZgr | RP2 |

| uABZmgl +g | uLockl | uFABZgr+r | WASSER | RP2 |

| gCONTf | uexSTR+l | ueABZgr | WASSER | RP2+l |

| RP2eRP2 | RP2oWq | uvLock31 | RP2oWq | RP2wensRP2 |

| RP2 | uMILL | ueABZg+r | WASSER | RP2 |

| RP2 | leer | uSTRl | uxABZg+r | RP2 |

| RP2 | leer | uSTR+l | uxABZgr | RP2 |

| RP2 | uexSTR+l | ueABZgr | WASSER | LRP2 |

| RP2eRP2 | RP2oWq | uvLock31 | RP2oWq | RP2O |

| uCONTg | uMILL | uABZgl+r | uxABZg+r | RP2 |

| uSTRl | uLockl | uFABZgr+r | uSTR | RP2 |

| RP2 | leer | uABZg+l | uxABZgr | RP2 |

| RP2 | uexSTR+l | ueABZgr | WASSER | RP2 |

| RP2eRP2 | RP2oWq | uvLock31 | RP2oWq | RP2O |

| RP2 | uMILL | ueABZg+r | WASSER | RP2l |

| RP2 | uexSTR+l | ueABZgr | WASSER | RP2+l |

| RP2eRP2 | RP2oWq | uvLock31 | RP2oWq | RP2wensRP2 |

| RP2 | uexSTRl | ueABZg+r | WASSER | RA |

| RP1uhRP1 | RAq | uSKRZ-Au | RP2oWq | RP2wnsRP2 |

| RP2eRP2 | RP2q | uWHRF | WASSER | RA |

| RP2 | uexSTR+l | ueABZgr | WASSER | RA |

| RP1uhRP1 | uexSKRZ-Au | uSKRZ-Au | RP2oWq | RP2wnsRP2 |

| RP2 | uMILL | uvLock31 | WASSER | RA |

| RP2 | uexSTRl | ueABZg+r | WASSER | RA |

| ueABZq+r | uLockl | uFABZgr+r | WASSER | RA |

| gLock5 | uexSTR+l | ueABZgr | WASSER | RA |

| gSTR | uMILL | uvLock31 | WASSER | RA |

| gLock5 | uexSTRl | ueABZg+r | WASSER | RA |

| gSTR | leer | uSTR | WFALLg | RP2+l |

| gLock5 | leer | uSTRl | uABZg+r | RP2 |

| uexSKRZ-Au | RAq | RAq | uSKRZ-Au | RAq |

| gSTRl | gSTRq | uLockl | uFABZgr+r | RP2 |

| RP2eRP2 | RP2q | RP2q | uABZgl | uSTR+r |

| GRZq | GRZq | GRZq | uCONTf | uENDEe |